# Rio Guaxindiba (São Francisco de Itabapoana)
O Rio Guaxindiba, Ribeirão Guaxindiba ou Córrego de Todos os Santos é um corpo hídrico de pequena extensão e pouco conhecido. Nasce nas imediações do distrito de Morro do Côco, mais precisamente no maciço da Pedra Lisa com o nome de córrego de Morro do 
Coco, na localidade de mesmo nome em Campos dos Goytacazes, e corta o relevo do tipo tabuleiro encerrado no Município de São Francisco de Itabapoana, atravessando uma pequena faixa de restinga e tendo como foz o Oceano Atlântico, no bairro/praia de mesmo nome.

## Bacia do Guaxindiba
A bacia do rio Guaxindiba é constituída de vários afluentes de pequeno porte que lhe conferem a fisionomia de uma árvore com a copa “penteada” pelo vento. Alguns de seus afluentes são os córregos do Valão Seco, Alegria dos Anjos e Santa Luzia estes se juntam formando o brejo da Cobiça, atualmente protegido pela Estação Ecológica Estadual de Guaxindiba. Mais a frente o rio se alarga recebendo o nome de brejo do Espiador. 
Camilo de Menezes, diz que “O Rio Guaxindiba é o único afluente do oceano entre a foz do Paraíba e a ponta de Manguinhos. Sua barra, ao contrário das situadas ao sul de Atafona, é muito estável e só se fecha quando cessa totalmente a descarga do rio; logo às primeiras chuvas pode-se abri-la facilmente.”

### Canal Engenheiro Antônio Resende
Comummente chamado de "valão" pela população da cidade. É um canal construído pelo Departamento Nacional de Obras de Saneamento–DNOS, com a finalidade de ligar a Lagoa do Campelo ao mar. Tal obra aproveitou a foz do Rio Guaxindiba, que passou a desembocar no canal. Para drenar várzeas do seu leito médio, o DNOS retilinizou seu curso até um determinado ponto, a partir do qual se afastou do leito original, e abriu um afluente da margem direita do rio.

## Vegetação
O Rio Guaxindiba tem um manguezal expressivo, que se ampliou com a abertura do Canal Engenheiro Antonio Resende, o mesmo permitiu que as marés atinjam uns seis quilômetros acima de sua foz, ampliando a área para a colonização do manguezal. Esta área poderia se maior se o material resultante de sua abertura fosse espalhado. Apesar de grande parte, quase toda ela, além de sua mata ciliar ter sido devastada pela pastagem, agricultura e lavra.

## Problemas ambientais
Rodovias que interrompem a circulação ou permitem a passagem do curso d'água com baixa pressão, poluição por esgoto, lixo, óleo derramado por embarcações são alguns dos problemas enfrentados pelo rio. 
No caso particular do Rio Guaxindiba, manilhas foram postas junto ao percurso do rio por onde passa a atual RJ-232, o que dificulta o fluxo de água no sentido montante-jusante. Nos períodos torrenciais de chuvas que ocorrem no município, o rio transborda e atravessa a rodovia, encharca o solo e acaba fazendo com que este ceda.
As construções também são um problema já que se alastram rapidamente. Com isso os resultados são erosão e assoreamento.
Todos os cursos d’água que a formam foram barrados por proprietários rurais. Em vários casos, os leitos foram desviados e até mesmo eliminados.